# Elías Már Ómarsson
Elías Már Ómarsson (Keflavík, 18 januari 1995) is een IJslands voetballer die sinds de zomer van 2025 als aanvaller speelt bij Meizhou Hakka in de Chinese Super League. Daarvoor speelde hij onder andere drie seizoenen bij Excelsior en later ook bij NAC Breda. Ómarsson debuteerde in 2015 in het IJslands voetbalelftal.

## Carrière
Elías Már Ómarsson speelde in de jeugd van ÍB Keflavík, waarmee hij van 2012 tot 2014 in de Úrvalsdeild speelde. Begin 2015 tekende hij een contract voor drie jaar bij het Noorse Vålerenga IF. Vålerenga verhuurde Ómarsson de tweede helft van het seizoen 2016 aan het Zweedse IFK Göteborg. Göteborg activeerde de koopclausule in deze huurdeal, en zodoende werd Ómarsson speler van Göteborg. In de zomer van 2018 vertrok hij naar Excelsior. Na veel doelpunten hier werd hij in de zomer van 2021 verkocht aan de Franse club Nîmes Olympique. In januari 2023 tekende hij bij NAC Breda en in de jaren dat hij hier speelde scoorde hij ook regelmatig. 
In de zomer van 2025 maakte hij een verrassende stap en ging spelen bij Meizhou Hakka, dat speelt in de Chinese Super League. Op 10 augustus 2025 scoort hij hier zijn eerste doelpunt in de met 2-1 gewonnen uitwedstrijd tegen Wuhan Three Towns. 

### Statistieken
| Seizoen                        | Club            | Competitie     | Competitie | Competitie | Beker | Beker | Internationaal | Internationaal | Overig | Overig | Totaal | Totaal |
| Seizoen                        | Club            | Competitie     | Wed.       | Dlp.       | Wed.  | Dlp.  | Wed.           | Dlp.           | Wed.   | Dlp.   | Wed.   | Dlp.   |
| ------------------------------ | --------------- | -------------- | ---------- | ---------- | ----- | ----- | -------------- | -------------- | ------ | ------ | ------ | ------ |
| 2012                           | ÍB Keflavík     | Úrvalsdeild    | 1          | 0          | 0     | 0     | –              | –              | 0      | 0      | 1      | 0      |
| 2013                           | ÍB Keflavík     | Úrvalsdeild    | 16         | 2          | 1     | 0     | –              | –              | 7      | 0      | 24     | 2      |
| 2014                           | ÍB Keflavík     | Úrvalsdeild    | 20         | 6          | 3     | 0     | –              | –              | 7      | 4      | 30     | 10     |
| 2015                           | Vålerenga IF    | Eliteserien    | 15         | 4          | 2     | 1     | –              | –              | –      | –      | 17     | 5      |
| 2016                           | Vålerenga IF    | Eliteserien    | 13         | 2          | 3     | 2     | –              | –              | –      | –      | 16     | 4      |
| 2016                           | → IFK Göteborg  | Allsvenskan    | 13         | 6          | 1     | 0     | –              | –              | –      | –      | 14     | 6      |
| 2017                           | IFK Göteborg    | Allsvenskan    | 25         | 0          | 5     | 4     | 1              | 0              | –      | –      | 31     | 4      |
| 2018                           | IFK Göteborg    | Allsvenskan    | 12         | 8          | 4     | 1     | –              | –              | –      | –      | 16     | 9      |
| 2018/19                        | Excelsior       | Eredivisie     | 23         | 7          | 1     | 0     | –              | –              | 2      | 1      | 26     | 8      |
| 2019/20                        | Excelsior       | Eerste divisie | 28         | 11         | 2     | 0     | –              | –              | –      | –      | 30     | 11     |
| 2020/21                        | Excelsior       | Eerste divisie | 37         | 22         | 4     | 3     | –              | –              | –      | –      | 41     | 25     |
| 2021/22                        | Nîmes Olympique | Ligue 2        | 29         | 6          | 3     | 1     | –              | –              | –      | –      | 32     | 7      |
| 2022/23                        | Nîmes Olympique | Ligue 2        | 12         | 1          | 2     | 1     | –              | –              | –      | –      | 14     | 2      |
| 2022/23                        | NAC Breda       | Eerste divisie | 16         | 9          | 1     | 0     | –              | –              | 3      | 1      | 20     | 10     |
| 2023/24                        | NAC Breda       | Eerste divisie | 21         | 3          | 0     | 0     | –              | –              | 4      | 2      | 25     | 5      |
| 2024/25                        | NAC Breda       | Eredivisie     | 32         | 8          | 1     | 0     | –              | –              | 0      | 0      | 33     | 8      |
| 2025                           | Meizhou Hakka   | Super League   | 4          | 1          | 0     | 0     | _              | _              | _      | _      | 4      | 1      |
| Carrièretotaal                 | Carrièretotaal  | Carrièretotaal | 317        | 96         | 33    | 13    | 1              | 0              | 23     | 8      | 374    | 117    |
| Bijgewerkt op 13 augustus 2025 |                 |                |            |            |       |       |                |                |        |        |        |        |

### Interlandcarrière
Ómarsson speelde van 2011 tot 2016 in de IJslandse vertegenwoordigende jeugdelftallen. In 2015 werd hij voor de eerste keer geselecteerd voor het IJslands voetbalelftal. Hij debuteerde voor IJsland op 16 januari 2015, in de met 1-2 gewonnen uitwedstrijd tegen Canada. Hij kwam in de 87e minuut in het veld voor Rúrik Gíslason. Ómarsson speelde tot op heden negen oefenwedstrijden voor het IJslands voetbalelftal.
| Interlands van Elías Már Ómarsson voor IJsland | Interlands van Elías Már Ómarsson voor IJsland | Interlands van Elías Már Ómarsson voor IJsland | Interlands van Elías Már Ómarsson voor IJsland | Interlands van Elías Már Ómarsson voor IJsland | Interlands van Elías Már Ómarsson voor IJsland |
| №                                              | Datum                                          | Wedstrijd                                      | Uitslag                                        | Soort wedstrijd                                | Doelpunten                                     |
| Als speler bij ÍB Keflavík                     | Als speler bij ÍB Keflavík                     | Als speler bij ÍB Keflavík                     | Als speler bij ÍB Keflavík                     | Als speler bij ÍB Keflavík                     | Als speler bij ÍB Keflavík                     |
| ---------------------------------------------- | ---------------------------------------------- | ---------------------------------------------- | ---------------------------------------------- | ---------------------------------------------- | ---------------------------------------------- |
| 1.                                             | 16 januari 2015                                | Canada - IJsland                               | 1 – 2                                          | Vriendschappelijk                              | 0                                              |
| 2.                                             | 19 januari 2015                                | Canada - IJsland                               | 1 – 1                                          | Vriendschappelijk                              | 0                                              |
| Als speler bij Vålerenga IF                    |                                                |                                                |                                                |                                                |                                                |
| 3.                                             | 17 november 2015                               | Slowakije - IJsland                            | 3 − 1                                          | Vriendschappelijk                              | 0                                              |
| 4.                                             | 13 januari 2016                                | Finland - IJsland                              | 0 − 1                                          | Vriendschappelijk                              | 0                                              |
| 5.                                             | 16 januari 2016                                | Verenigde Arabische Emiraten - IJsland         | 2 − 1                                          | Vriendschappelijk                              | 0                                              |
| Als speler bij IFK Göteborg                    |                                                |                                                |                                                |                                                |                                                |
| 6.                                             | 15 november 2016                               | Malta - IJsland                                | 0 – 2                                          | Vriendschappelijk                              | 0                                              |
| 7.                                             | 10 januari 2017                                | China - IJsland                                | 0 – 2                                          | Vriendschappelijk                              | 0                                              |
| 8.                                             | 15 januari 2017                                | IJsland - Chili                                | 0 − 1                                          | Vriendschappelijk                              | 0                                              |
| 9.                                             | 28 maart 2017                                  | Ierland - IJsland                              | 0 − 1                                          | Vriendschappelijk                              | 0                                              |

1 Kortsmit ·
2 Lucassen ·
4 Kemper  ·
5 Kongolo ·
6 Staring ·
8 Leemans ·
9 Soumano ·
10 Nassoh ·
11 Paula ·
12 Greiml ·
14 Sowah ·
15 Mahmutović ·
16 Balard ·
17 Van Hooijdonk ·
18 Van Reeuwijk ·
20 Oldrup Jensen ·
22 Hillen ·
23 Versluis ·
25 Valerius ·
26 Reulen ·
27 Erat ·
28 Mol ·
29 Chiza ·
31 Lamprou ·
32 Talvitie ·
55 Ghalidi ·
90 Holtby ·
99 Bielica ·
Coach: Hoefkens
· Assistent-trainer: Güvenç
· Assistent-trainer: Kaczmarek
· Keeperstrainer: Babos